# 知念実希人
知念 実希人（ちねん みきと、本名：非公開、1978年10月12日 -）は、日本の小説家、医師。沖縄県南城市生まれ、東京都在住。東京慈恵会医科大学卒業。日本内科学会認定医。
2011年、ばらのまち福山ミステリー文学新人賞を受賞し、2012年に受賞作を改題した『誰がための刃 レゾンデートル』で作家デビュー。医師の知識や経験を生かした医療ミステリーで知られる。『崩れる脳を抱きしめて（2018年）』『ひとつむぎの手（2019年）』『ムゲンのi（2020年）』『硝子の塔の殺人（2022年）』『放課後ミステリクラブ（2024年）』で、本屋大賞に5度ノミネート。『優しい死神の飼い方』『仮面病棟』『祈りのカルテ』『となりのナースエイド』、累計250万部を超える「天久鷹央（あめくたかお）」シリーズなど著書多数。

## 略歴
1978年、母の里帰り出産により沖縄県南城市で生まれる。生後数ヶ月で東京へ行き、主に東京・池袋で育つ。小学生までは長期休みの際に、1年のうち2ヶ月ほどは祖父母がいる沖縄で過ごしていた。高校生の時、受験勉強の合間に短編の推理小説を書き、作家・鮎川哲也が編者を務める公募アンソロジー『本格推理』に本名で投稿し、掲載された。子供の頃から江戸川乱歩の少年探偵団や、コナン・ドイルのシャーロック・ホームズシリーズに親しみ、「小説家になりたい」という夢を持つが、現実的な職業として祖父や父と同じ医師への道に進む。医師家系の4代目で、曽祖父、祖父、父、弟、伯父、いとこが医師（内科医）であり、父の仕事を尊敬していたこともあって医師になるのが自然な環境で育った。巣鴨中学校・高等学校を卒業し、東京慈恵会医科大学医学部医学科に進学。大学では部活の合気道に打ち込んだり、実習などが忙しく、小説は書いていなかった。
2004年、東京慈恵会医科大学を卒業、医師国家試験に合格。大学病院での初期研修後に、内科を選択した。その理由として、「小説家としての道を進むには、内科の能力、知識が最終的に一番役に立つんじゃないかと思ったから。内科なら父のクリニックが手伝えますし、求人が多く生活のことを考えても、一番安定しています。働き方の自由度も高い。加えて、初期研修中に尊敬できる指導医についた経験から、手技ではなく知識を深めて患者に寄り添う内科医のあり方に、純粋に興味を持ったのです。」と語る。
2004年から医師として勤務し、4年の修業を経て内科医の認定医となる。以後、本格的に小説の執筆にとりかかる。週5で病棟管理や健診など非常勤の仕事をしながら、夜にファミレスなどで小説を書いて新人賞に投稿する生活を3 - 4年続けた。2011年、『誰がための刃 レゾンデートル』（応募時のタイトルは「レゾン・デートル」）で第4回ばらのまち福山ミステリー文学新人賞を受賞し、2012年に同作で作家デビュー。選考委員の島田荘司は「深い医学的知見に圧倒される」とコメントしている。デビュー後は、週5日は非常勤で医師を続けながら、売れてくるに従って徐々に作家活動の比重が高まっていった。2015年、『仮面病棟』で啓文堂大賞（文庫部門）を受賞、「病棟」シリーズは累計110万部を超えるベストセラーとなり、2020年に映画化された。2016年頃からは週5日は会員制図書館で執筆し、週1日は父が開業するクリニックで診療活動を続けている。2018 - 2020年、『崩れる脳を抱きしめて』『ひとつむぎの手』『ムゲンのi』で3年連続本屋大賞にノミネートされた。『神酒クリニックで乾杯を』シリーズは2019年に、『祈りのカルテ』シリーズは2022年に、『となりのナースエイド』は2024年にテレビドラマ化された。

## エピソード
- 趣味は、総合格闘技の練習と愛猫と遊ぶこと[31]。大学時代に部活で合気道を始め、合気道2段柔道初段、ブラジリアン柔術歴も長い[32][33]。週に2回は、総合格闘技道場に通う[32][34][21]。
- 猫が好きで、保護猫の活動に寄付をしている[34]。『ムゲンのi』に出てくるうさぎ猫は、愛猫だったマンチカンのハリー[35][36]がモデルであり、Twitter（現X）のヘッダー画像やアイコンにもハリーのイラストや知念が撮った写真を使用している[37][38]。
- 「知念実希人」はペンネームである[1][11]。

## 文学賞受賞・候補歴
太字が受賞したもの
- 2011年 - 『誰がための刃 レゾンデートル』で第4回ばらのまち福山ミステリー文学新人賞受賞[7]。
- 2015年 - 『仮面病棟』で2015年啓文堂大賞（文庫部門）受賞[24]。
- 2018年 - 『崩れる脳を抱きしめて』で第8回広島本大賞（小説部門）受賞[39]、第4回沖縄書店大賞（小説部門）受賞[3][40]、第15回本屋大賞第8位[41]。
- 2019年 - 『ひとつむぎの手』で第16回本屋大賞第8位[41]。
- 2020年 - 『ムゲンのi』で第6回沖縄書店大賞（小説部門）受賞[40]、第17回本屋大賞第8位[41]。
- 2022年 - 『硝子の塔の殺人』で第19回本屋大賞第8位[41]。
- 2024年 - 『放課後ミステリクラブ』で第21回本屋大賞ノミネート（児童書が本屋大賞にノミネートされるのは初）[42][43]。

## ミステリ・ランキング
- 週刊文春ミステリーベスト10
  - 2021年 - 『硝子の塔の殺人』4位

- このミステリーがすごい!
  - 2021年 - 『十字架のカルテ』30位
  - 2022年 - 『硝子の塔の殺人』9位

- 本格ミステリ・ベスト10
  - 2022年 - 『硝子の塔の殺人』5位

- ミステリが読みたい!
  - 2022年 - 『硝子の塔の殺人』12位

## 作品リスト

### 単著

#### 「死神」シリーズ
- 優しい死神の飼い方（2013年11月 光文社 / 2016年5月 光文社文庫）
- 黒猫の小夜曲（2015年7月 光文社 / 2018年1月 光文社文庫）
- 死神と天使の円舞曲（2022年5月 光文社 / 2024年11月 光文社文庫）

#### 「天久鷹央」シリーズ
表紙イラスト：いとうのいぢ
- 天久鷹央の推理カルテ（2014年10月 新潮文庫nex[44] / 2023年10月 実業之日本社文庫【完全版】）
  - 収録作品：泡 / 人魂の原料 / 不可視の胎児 / オーダーメイドの毒薬 / 蜜柑と真鶴（完全版のみ）
- 天久鷹央の推理カルテII ファントムの病棟（2015年3月 新潮文庫nex）
  - 【改題】ファントムの病棟 天久鷹央の推理カルテ（2023年11月 実業之日本社文庫【完全版】）
    - 収録作品：甘い毒 / 吸血鬼症候群 / 天使の舞い降りる夜 / ソフトボールと真鶴（完全版のみ）
- 天久鷹央の推理カルテIII 密室のパラノイア（2015年6月 新潮文庫nex）
  - 【改題】密室のパラノイア 天久鷹央の推理カルテ（2023年12月 実業之日本社文庫【完全版】）
    - 収録作品：閃光の中へ / 拒絶する肌 / 密室で溺れる男 / 小鳥遊先生、さようなら（完全版のみ）
- スフィアの死天使 天久鷹央の事件カルテ（2015年9月 新潮文庫nex / 2023年11月 実業之日本社文庫【完全版】） - シリーズ初の長編[注 1]
  - 完全版は「白い粉の秘密」を増補。
- 天久鷹央の推理カルテIV 悲恋のシンドローム（2016年2月 新潮文庫nex）
  - 【改題】悲恋のシンドローム 天久鷹央の推理カルテ（2024年1月 実業之日本社文庫【完全版】）
    - 収録作品：迷い込んだ呪い / ゴミに眠る宝 / 瞬間移動した女 / 想いよ届け（完全版のみ）
- 幻影の手術室 天久鷹央の事件カルテ（2016年9月 新潮文庫nex / 2023年12月 実業之日本社文庫【完全版】）
  - 完全版は「鴻ノ池の笑顔」を増補。
- 天久鷹央の推理カルテV 神秘のセラピスト（2017年3月 新潮文庫nex）
  - 【改題】神秘のセラピスト 天久鷹央の推理カルテ（2024年2月 実業之日本社文庫【完全版】）
    - 収録作品：雑踏の腐敗 / 永遠に美しく / 聖者の刻印 / 詐欺師と小鳥遊（完全版のみ）
- 甦る殺人者 天久鷹央の事件カルテ（2017年11月 新潮文庫nex / 2024年1月 実業之日本社文庫【完全版】）
  - 完全版は「鷹央の恋人？」を増補。
- 火焔の凶器 天久鷹央の事件カルテ（2018年9月 新潮文庫nex / 2024年2月 実業之日本社文庫【完全版】）
  - 完全版は「新しい相棒」を増補。
- 魔弾の射手 天久鷹央の事件カルテ（2019年9月 新潮文庫nex / 2024年3月 実業之日本社文庫【完全版】）
  - 完全版は「幽霊と鴻ノ池」を増補。
- 神話の密室 天久鷹央の事件カルテ（2020年9月 新潮文庫nex / 2024年3月 実業之日本社文庫【完全版】）
  - 完全版は「後輩、朝霧明日香」を増補。
- 久遠の檻 天久鷹央の事件カルテ（2021年9月 新潮文庫nex / 2024年4月 実業之日本社文庫【完全版】）
  - 完全版は「天国への道」を増補。
- 生命の略奪者 天久鷹央の事件カルテ（2022年9月 新潮文庫nex / 2024年4月 実業之日本社文庫【完全版】）
  - 完全版は「生命の摂食者」を増補。
- 吸血鬼の原罪 天久鷹央の事件カルテ（2023年10月 実業之日本社文庫）[13]
- 羅針盤の殺意 天久鷹央の推理カルテ（2024年2月 実業之日本社文庫）
  - 収録作品：禁断の果実 / 七色の猫 / 遺された挑戦状
- 絶対零度のテロル 天久鷹央の事件カルテ（2024年4月 実業之日本社文庫）
- 猛毒のプリズン 天久鷹央の事件カルテ（2024年10月 実業之日本社文庫）
- 呪いのシンプトム 天久鷹央の推理カルテ（2024年12月 実業之日本社文庫）
  - 収録作品：水神の祟り / 闇に光る / 透過する弾丸
- 天久鷹央の推理カルテ ジュニア版 カッパの秘密とナゾの池（2024年12月 実業之日本社）
  - 収録作品：泡 / 蜜柑と真鶴

#### 「病棟」シリーズ
- 仮面病棟（2014年12月 実業之日本社文庫 / 2019年12月 実業之日本社ジュニア文庫 / 2020年2月 実業之日本社【愛蔵版】[注 2][25]）
- 時限病棟（2016年10月 実業之日本社文庫）

#### 「神酒クリニックで乾杯を」シリーズ
- 神酒クリニックで乾杯を（2015年10月 角川文庫）
  - 【改題】天久翼の読心カルテ 神酒クリニックで乾杯を（2025年2月 実業之日本社文庫）
- 神酒クリニックで乾杯を 淡雪の記憶（2016年4月 角川文庫）

#### 「祈りのカルテ」シリーズ
- 祈りのカルテ（2018年3月 KADOKAWA / 2021年2月 角川文庫）
  - 収録作品：彼女が瞳を閉じる理由 / 悪性の境界線 / 冷めない傷痕 / シンデレラの吐息 / 胸に噓を秘めて
- 祈りのカルテ 再会のセラピー（2022年8月 KADOKAWA / 2025年8月25日発売予定 角川文庫）
  - 収録作品：救急夜伽 / 割れた鏡 / 二十五年目の再会

#### 「放課後ミステリクラブ」シリーズ
- 放課後ミステリクラブ1 金魚の泳ぐプール事件（2023年6月 ライツ社）[45][46]
- 放課後ミステリクラブ2 雪のミステリサークル事件（2023年10月 ライツ社）
- 放課後ミステリクラブ3 動く亀の銅像事件（2024年2月 ライツ社）
- 放課後ミステリクラブ4 密室のウサギ小屋事件（2024年6月 ライツ社）
- 放課後ミステリクラブ5 龍のすむ池事件（2024年10月 ライツ社）
- 放課後ミステリクラブ6 教室のとうめい人間事件（2025年3月 ライツ社）

#### 「となりのナースエイド」シリーズ
- となりのナースエイド（2023年11月 角川文庫）
- サーペントの凱旋 となりのナースエイド（2024年12月 KADOKAWA）

#### その他の小説
- 誰がための刃 レゾンデートル（2012年4月 講談社）
  - 【改題】レゾンデートル（2019年4月 実業之日本社文庫）
- ブラッドライン（2013年7月 新潮社）
  - 【改題】螺旋の手術室（2017年9月 新潮文庫）
- 改貌屋 天才美容外科医・柊貴之の事件カルテ（2015年5月 幻冬舎文庫）
  - 【改題】リアルフェイス（2018年6月 実業之日本社文庫）
- 白銀の逃亡者（2016年6月 幻冬舎文庫）
- あなたのための誘拐（2016年9月 祥伝社）
  - 【改題】誘拐遊戯（2019年10月 実業之日本社文庫）
- 屋上のテロリスト（2017年4月 光文社文庫）
- 崩れる脳を抱きしめて（2017年9月 実業之日本社 / 2020年10月 実業之日本社文庫）
- ひとつむぎの手（2018年9月 新潮社 / 2021年5月 新潮文庫）[20]
- 神のダイスを見上げて（2018年11月 光文社【広島限定カバー】[注 3][47][48] / 2018年12月 光文社 / 2021年7月 光文社文庫）
- レフトハンド・ブラザーフッド（2019年3月 文藝春秋 / 2021年11月 文春文庫【上・下】）
- ムゲンのi（2019年9月 双葉社【上・下】 / 2022年2月 双葉文庫【上・下】）
- 十字架のカルテ（2020年3月 小学館 / 2022年11月 文春文庫）
  - 収録作品：闇を覗く / 母の罪 / 傷の証言 / 時の浸蝕 / 闇の貌
- 傷痕のメッセージ（2021年3月 KADOKAWA / 2024年9月 角川文庫）
- 硝子の塔の殺人（2021年7月 実業之日本社）[49]
- 真夜中のマリオネット（2021年12月15日 集英社 / 2024年6月 集英社文庫）
- 機械仕掛けの太陽（2022年10月 文藝春秋）[10][50]
- ヨモツイクサ（2023年5月 双葉社）[51]
- スワイプ厳禁 変死した大学生のスマホ（2025年8月20日発売予定 　双葉社）[52]
- 閲覧厳禁 猟奇殺人犯の精神鑑定報告書（2025年9月18日発売予定　双葉社）[53]

### 共著
- 作家 超サバイバル術！（2022年12月 光文社） - 中山七里、葉真中顕との共著[54]

### アンソロジー
「」内が知念実希人の作品
- 喧騒の夜想曲（2019年12月 光文社）「永遠に美しく」
  - 【分冊・改題】喧騒の夜想曲 白眉編 Vol.1（2022年5月 光文社文庫）
- 医療ミステリーアンソロジー ドクターM（2020年7月 朝日文庫）「人魂の原料」
- ザ・ベストミステリーズ 2020 推理小説年鑑（2020年10月 講談社）「傷の証言」
  - 【改題】2020 ザ・ベストミステリーズ（2023年4月 講談社文庫）
- Day to Day（2021年3月 講談社 / 2021年3月 講談社【愛蔵版】）「6/3 数多の英雄たち」
- 島田荘司選 日華ミステリーアンソロジー（2021年3月 講談社）「七色のネコ」
- Jミステリー2022 SPRING（2022年4月 光文社文庫）「黒猫と薔薇の折り紙」[注 4]
- 奸計の遁走曲（2022年12月 光文社）「震え」

### その他
- ファンタジーへの誘い ストーリーテラーのことのは（2016年6月 徳間書店） - インタビュー掲載

## メディア・ミックス

### 映画
- 仮面病棟（2020年3月6日公開、配給：ワーナー・ブラザース映画、監督：木村ひさし、主演：坂口健太郎） - 脚本（木村ひさしとの共同脚本）[55][26]

### テレビドラマ
- 神酒クリニックで乾杯を（2019年1月12日 - 3月30日、全10話、BSテレ東「土曜ドラマ9」枠、主演：三浦貴大・安藤政信）[56]
- 祈りのカルテ 研修医の謎解き診察記録（2022年10月8日 - 12月17日、全10話、日本テレビ系「土曜ドラマ」枠、主演：玉森裕太、原作：祈りのカルテ / 祈りのカルテ 再会のセラピー）[57][58]
- となりのナースエイド（2024年1月10日 - 3月13日、全10話、日本テレビ系「水曜ドラマ」枠、主演：川栄李奈）[59][60]
  - となりのナースエイドSP 2025（2025年1月11日、日本テレビ系）[61]
- 天久鷹央の推理カルテ（2025年4月22日 - 6月24日、全9話、テレビ朝日系「火曜21時」枠、主演：橋本環奈）[62][63]

### 漫画
- 天久鷹央の推理カルテ（2016年9月 - 2018年6月、全4巻、新潮社 バンチ・コミックス） - 作画：緒原博綺[64]
- 仮面病棟（2020年2月 - 8月、全2巻、実業之日本社 リュエルコミックス） - 作画：NICOMICHIHIRO[65][66]
- 優しい死神の飼い方（2022年5月 - 、既刊1巻、マイクロマガジン社 コミックELMO） - 作画：蒼崎律[67][68]
- 天久鷹央の推理カルテ スフィアの死天使（2025年1月 - 、既刊1巻、講談社 アフタヌーンKC） - 作画：武梨えり

### テレビアニメ
- 天久鷹央の推理カルテ（2025年1月2日 - 2025年4月3日、全12話、TOKYO MX他）